# Nationalliga 1965-1966
L'edizione 1965-66 della Nationalliga (A), la cui organizzazione fu ripresa direttamente dalla federazione dopo la liquidazione della lega, vide la vittoria finale dell'Admira Wacker.
Capocannoniere del torneo fu Hans Buzek dell'Austria Vienna con 18 reti.

## Classifica finale
|    | Classifica              | G  | V  | N  | P  | GF | GS | Pt |
| -- | ----------------------- | -- | -- | -- | -- | -- | -- | -- |
| 1  | Admira-NÖ Wien          | 26 | 18 | 7  | 1  | 51 | 17 | 43 |
| 2  | Rapid Vienna            | 26 | 16 | 8  | 2  | 64 | 22 | 40 |
| 3  | Austria Vienna          | 26 | 16 | 3  | 7  | 58 | 27 | 35 |
| 4  | Wiener Sportklub        | 26 | 11 | 8  | 7  | 57 | 33 | 30 |
| 5  | Austria Klagenfurt      | 26 | 11 | 7  | 8  | 39 | 33 | 29 |
| 6  | First Vienna FC         | 26 | 11 | 7  | 8  | 53 | 49 | 29 |
| 7  | Linzer ASK              | 26 | 10 | 7  | 9  | 45 | 37 | 27 |
| 8  | Wacker Innsbruck        | 26 | 8  | 9  | 9  | 32 | 31 | 25 |
| 9  | 1. Schwechater SC       | 26 | 9  | 5  | 12 | 40 | 42 | 23 |
| 10 | Grazer AK               | 26 | 7  | 9  | 10 | 35 | 46 | 23 |
| 11 | Kapfenberger SV         | 26 | 5  | 10 | 11 | 26 | 51 | 20 |
| 12 | 1. Wiener Neustädter SC | 26 | 7  | 5  | 14 | 30 | 60 | 19 |
| 13 | Austria Salisburgo      | 26 | 3  | 6  | 17 | 26 | 66 | 12 |
| 14 | 1. Simmeringer SC       | 26 | 3  | 3  | 20 | 26 | 68 | 9  |

## Verdetti
- Admira-NÖ Wien Campione d'Austria 1965-66.
- Wiener Sportklub ammesso al turno preliminare della Coppa delle Fiere 1966-1967.
- SV Austria Salisburgo e 1. Simmeringer SC retrocesse.
- Al termine della stagione 1. Schwechater SC e Austria Vienna si fusero e salvarono così la squadra del 1. Wiener Neustädter SC dalla retrocessione.